# Сухопутні війська Індії
Сухопутні війська Індії — сухопутний вид та найбільший компонент Збройних сил Індії. Президент Індії є Верховним командувачем сухопутних військ Індії, а їх професійним командувачем є Начальник штабу сухопутних військ (COAS), який є чотиризірковим генералом. Двом офіцерам було присвоєно звання фельдмаршала, п'ятизіркове звання, це церемоніальна посада великої поважності. Індійська армія була створена в 1895 році поряд із давно встановленими президентськими арміями Ост-Індійської компанії, які також були поглинені нею у 1903 році. Князівства мали власні війська, які після цього були об'єднані в національне військо після проголошення незалежності. Підрозділи та полки індійської армії мають різноманітну історію та брали участь у кількох битвах і кампаніях по всьому світу, заслуживши багато бойових та театральних відзнак до й після Незалежності.
Основна місія індійської армії — забезпечення національної безпеки та національної єдності, захист нації від зовнішньої агресії та внутрішніх загроз, а також підтримання миру та безпеки всередині кордонів країни. Він проводить гуманітарні рятувальні операції під час стихійних лих та інших негараздів, таких як Операція «Сурья Хоуп», а також може бути реквізований урядом для боротьби з внутрішніми загрозами. Це головний компонент національної влади, поряд із військово-морськими силами та повітряними силами. Армія була залучена до чотирьох воєн з сусіднім Пакистаном та однієї з КНР. Інші великі операції, які проводила армія, включають Операція Віджай, Операція Мегхдут, та Операція Кактус. Сухопутні війська проводять масштабні навчання в мирний час, як наприклад Операція Брасстакс та навчання Шурвеер, а також були активними учасниками багатьох миротворчих місій ООН, включаючи Кіпр, Ліван, Конго, Анголу, Камбоджу, В'єтнам, Намібію, Ель Сальвадор, Ліберію, Мозамбік, Південний Судан, та Сомалі.
Індійська армія оперативно та географічно поділена на сім командувань, причому основним військовим формуванням є дивізія. Нижче рівня дивізії знаходяться постійні полки, які відповідають за свій власний набір і навчання. Армія є повністю добровольчою силою і складається з понад 80% особового складу активної оборони країни. Це найбільша постійна армія в світі, з чисельністю 1 237 117 активних військ та 960 000 резервних. Армія розпочала програму модернізації піхоти, відому як «Система футуристичної піхоти» (F-INSAS), а також модернізує та придбає нові засоби для бронетанкових, артилерійських та авіаційних підрозділів.